# Jesse Carver
Jesse Carver (* 7. Juli 1911 in Liverpool; † 29. November 2003 in Bournemouth) war ein englischer Fußballspieler und -trainer. Als Spieler war er nur von mäßiger Bedeutung. Als Trainer galt er als innovativ und wurde 1950 mit Juventus italienischer Meister und 1963 mit APOEL Nikosia Pokalsieger von Zypern.

## Karriere

### Als Spieler
Jesse Carver war während seiner Spielerlaufbahn als eher rauer Abwehrspieler bekannt und spielte im WM-System auf der Position des Mittelläufers. In der First Division 1933/34 absolvierte er eine Partie für die Blackburn Rovers, die die Saison als Achte in der Football League First Division abschlossen.
1936 wechselte Carver zum Zweitligisten Newcastle United, für die er im August beim Spiel gegen den Barnsley FC debütierte. Er absolvierte dort 70 Liga- und sechs FA-Cup Spiele. Im April 1939 unterzeichnete er einen Vertrag beim Ligakonkurrenten Bury FC, doch die nächste Saison fand wegen des Zweiten Weltkriegs nicht statt. In den Kriegsjahren arbeitete Carver als Polizist.

### Als Trainer
In den Jahren nach dem Zweiten Weltkrieg fand Fußballtraining in England noch weitgehend ohne Ball statt. Es wurde vielmehr großer Wert auf Lauftraining gelegt, da man glaubte, die Spieler würden sonst ihre Spielfreude verlieren. Jesse Carver hingegen, war einer der Vorreiter bei der Entwicklung von spielerischen Fähigkeiten, Athletik und taktischen Kenntnissen im Training und ließ deshalb stets mit Ball trainieren.
Nach kurzem Aufenthalt als Assistent bei Huddersfield Town ging er 1946 zum niederländischen Verein niederländischen Klub RFC Xerxes in Rotterdam. Ab Ende Januar 1947 arbeitete Jesse Carver als Nationaltrainer der Niederländischen Nationalmannschaft. Er führt diese durch die Spiel bei den Olympischen Sommerspielen 1948, wo die Niederlande nach einem Sieg gegen Irland im Achtelfinale gegen die von Matt Busby trainierten Gastgeber mit 3:4 nach Verlängerung verloren. Die Niederländer bedauerten seinen Abschied im Oktober 1948.
1948/49 war er Assistenztrainer ("Trainer-Coach") beim englischen Drittligisten Millwall FC unter "Secretary-Manager" Charlie Hewitt. Danach wurde er Trainer der Englischen B-Nationalmannschaft auf der Tour nach Holland und Finnland. Da aber ein längerfristiges Vertragsangebot ausblieb, zog es ihn nach Italien.
Zwischen 1949 und 1951 war er bei Juventus Turin, wo er erfolgreich mit der umstrittenen Raumdeckung experimentierte und bereits im ersten Jahr die Meisterschaft gewann. Starspieler der Mannschaft waren Giampiero Boniperti und der dänische Stürmer John Hansen. Seine zweite Saison beendete er auf dem dritten Platz, wurde aber nach leichtfertigen Äußerungen in der Presse über das Vereinsmanagement seiner Pflichten enthoben.
1951/52 fand sich Carver beim Zweitligaaufsteiger AC Marzotto aus Valdagno, einer kleinen Stadt bei Vicenza. Dort gelang es ihm knapp die Klasse zu halten.
Zur Saison 1952/53 wurde er vom englischen Erstligisten West Bromwich Albion angeheuert. Dort führte er einen schwungvolleren Spielstil ein. Doch schon Ende Januar 1953 reichte er seinen Abschied ein, da er enttäuscht war nicht offiziell zum Manager gemacht worden zu sein. Sein Assistent Vic Buckingham, später erfolgreich bei Ajax Amsterdam und FC Barcelona, wurde sein Nachfolger.
Im Februar 1953 wurde er Technischer Direktor beim AC Turin, der die Saison einen Platz besser beendete, als Carver ihn vorfand: auf Platz 10. Zu Beginn der neuen Saison gab es erneut eine Ergebniskrise – vier Niederlagen in den ersten sieben Spielen – und zusammen mit dem Trainer Oberdan Ussello wurde er Ende Oktober 1953 entlassen.
Mit Beginn der Saison 1953/54 bekam er dieselbe Position bei AS Rom wurde aber bald Cheftrainer. Er blieb dort bis zum Ende der Saison 1954/55. Die Römer wurde in diesen Jahren Sechster und Dritter. Während seiner Zeit in Rom besuchte ihn auch der englische Verbandspräsident Stanley Rous und bot ihm das Amt des Nationaltrainers an Stelle von Walter Winterbottom an, der eine administrative Funktion erhalten sollte.
1955 zog es ihn zum englischen Drittligisten Coventry City, wo ihm ein Dreijahresvertrag ein Gehalt von 100 Pfund in der Woche zusicherte, was gut war in einer Zeit, wo Erstligaprofis nur etwa 15 Pfund einstrichen. Dennoch, wollte er zum Ende des Jahres seinen Vertrag beenden und führte dabei auch die Gesundheit seiner Frau an. Ende Dezember wurde er schließlich freigestellt und sein Assistent, der als Schwedischer Nationaltrainer erfolgreiche George Raynor, der von Rom mit ihm gekommen war, beerbte ihn im Amt, blieb aber nicht lang.
Schon Tage nach seinem Abgang wurde Carver in Rom als Technischer Direktor bei SS Lazio vorgestellt. Er soll ursprünglich einen Konsens mit Inter Mailand über einen Zweijahresvertrag der 10.000 Pfund einbringen sollte, gehabt haben. Aber es wird berichtet ein Strauß roter Rosen für Carvers Frau und ein Vertrag der ihm zum bestbezahlten Trainer Italiens machte überzeugten Carver bei einem Zwischenaufenthalt auf der Reise nach Mailand, in Rom zu bleiben. In der Rückrunde gelang es ihm zusammen mit dem Trainer Luigi Ferrero den Verein von Platz 13 auf Platz vier zu führen, wobei er ab dem 31. Spieltag im Mai das Traineramt übernahm. Die Saison 1956/57 schloss er als Dritter ab.
Zur Saison 1957/58 wurde er vom Inter-Präsidenten Angelo Moratti abgeworben. Im Vorjahr noch Fünfter, beendete Carver die Saison um den alternden Star Lennart „Nacka“ Skoglund als gemeinsamer Neunter mit zwei weiteren Vereinen (die Tordifferenz zählte damals noch nichts), was das Ende seiner Zeit in Mailand bedeutete.
Ab November 1958 war er bis zum Saisonende Assistenztrainer ("Coach") von Bill Nicholson bei Tottenham Hotspur.
Ende Oktober 1959 heuerte als Nachfolger des gefeuerten Gipo Poggi beim Tabellenletzten CFC Genua an. Unter ihm verbesserte sich nichts, was aber nichts ausmachte, da Genua wegen eines Korruptionsskandals 18 Punkte abgezogen wurde, was die Zweitklassigkeit besiegelte. Carver verließ den Verein bereits Anfang März.
Im November 1960 wurde er wieder Technischer Direktor bei Lazio. Dort gelang es ihm und dem argentinischen Trainer Enrique Flamini aber nicht, den Verein vor seinem ersten Abstieg, zudem als abgeschlagener Tabellenletzter, aus der Serie A zu bewahren. Der Einzug ins Pokalfinale, das zudem im Juni 1961 mit 0:2 gegen Fiorentina verloren ging, entschädigte kaum. Mit Carvers Abschied von Lazio endete auch die große Zeit englischer Trainer in Italien. Erst 1995 sollte mit Roy Hodgson bei Inter wieder ein Engländer auf der Bank sitzen.
1962/63 und 1969/70 war er noch als Trainer bei APOEL Nikosia auf Zypern tätig, wobei APOEL im Juni 1963 durch einen 1:0-Sieg im Wiederholungsspiel des Finales dem Pokal von Zypern gewann. Zwischen diesen beiden Stationen bei APOEL verbrachte er seine Zeit zurückgezogen in Hampshire. 1967 war er einmal einer von 50 Bewerbern um den Trainerjob bei Hastings. Es kamen keinerlei Angebote mehr.
Nach Aufenthalten in Italien, Portugal and the USA verbrachte er seinen Lebensabend im englischen Seebad Bournemouth.

## Erfolge

### Als Trainer
- Italienische Meisterschaft: 1949/50
- Zyprischer Fußballpokal: 1963
- Coppa Italia: Finalist 190/61